# راميرو الثالث ملك ليون
راميرو الثالث (961–985) ملك ليون وابن سانشو الأول ملك ليون وخليفته وهو في عمر الخامسة.

## عهده
في صغره، تولت راهبتان الوصاية على عرشه، وهما عمته إلبيرا راميريز التي لُقّبت بالملكة في فترة وصايتها عليه, ثم تحت وصاية أمه تيريزا أنسوريز التي التحقت بالدير بعد وفاة زوجها. أثناء طفولته عقدت عمته معاهدة سلام مع الخليفة الأموي الحكم المستنصر بالله، كما واجه الفايكنج الذين اجتاحوا جليقية. ومع انتهاء فترة معاهدة السلام، غزا الحاجب المنصور مملكته.
وبعد أن بلغ رشده وزواجه من سانشا (المتوفية بعد عام 983)، التي يعتقد أنها ابنة غوميز دياز كونت سلدانيا، حاول راميرو إقامة نظام ملكي استبدادي، مما أدى إلى انفصال جليقية وقشتالة. هذا، إلى جانب المعارك مع المسلمين كمعركة حصن روطة ومعركة شنت بجنت وأسوأها التي وقعت في شنت إشتيبن أثناء وصاية عمته عام 975، مما دفع النبلاء الجليقيين عام 982 لإعلان برمودو الثاني ابن أردونيو الثالث ملكًا على جليقية. ثم خلعه برمودو الثاني عن عرشه بعد ذلك بعامين في عام 984. كان لراميرو طفل واحد على الأقل من زوجته سانشا غوميز وهو أردونيو راميريز الذي تزوج كريستينا برموديز ابنة منافس أبيه.